# ハッチハッチェル
ハッチハッチェル（1967年7月19日 - ）は、日本の音楽家。
千葉県八千代市生まれ。自称「デタラメインチキ紳士」。あご髭がトレードマーク。

## 来歴
1971年頃  松本にてヴァイオリンに出会う。1980年頃 - 旭川にて高中正義を知りエレクトリック・ギターを始める。1990年頃 - 船橋にてキース・ムーンに驚きデキシード・ザ・エモンズ結成。ドラムを始める。
1995年頃からメジャーとインディーズを渡り歩く。
2001年頃 - 東京にて家賃に困り、作詞・作曲、全楽器をひとりで演奏するソロワーク「ハッチハッチェル」を思い付き始動。名前の由来は、元々名字の「八馬（はちま）」から「ハッチ」と呼ばれていて、ジミ・ヘンドリックス・エクスペリエンスの元ドラマーミッチ・ミッチェルが好きだったので肖ったもの。
2003年頃 - 「ハッチハッチェル&ビアオールスターズ」結成。間も無く終了。2005年頃 - 「ハッチェル特急楽団」結成。後に「怪しい三人組」と言われるようになる。
2006年頃 - デキシード・ザ・エモンズ解散。2007年頃 - 「ハッチハッチェルバンド」結成。
2009年頃 - 全国ツアーが多くなり旅人と化していく一方、ドラマーとして小島麻由美のツアーやレコーディングに参加。2013年 - ハッチハッチェルバンド休憩。「ハッチハッチェルオーケストラ」始動。
2018年 - 「ハッチハッチェルオーケストラ」を「ハッチェルズ」へ改名。
2022年夏頃 - 「ハッチェル4（フォー）」始動。

## 今までの主な活動
ドラマーとして
デキシード・ザ・エモンズ
ヤングスキンズ
ショボーレ3
小島麻由美
唄とギター
ハウリンハチマ
殿様キンクス
ハッチェル関連
ハッチハッチェル&ビアオールスターズ
ハッチェル特急楽団
怪しい三人組
ハッチハッチェルバンド
ハッチェルズ（ハッチハッチェルオーケストラから改名）
ハッチェル4（フォー）

## その他近年の[いつ?]活動
キッズステーションの番組「子育てTV ハピクラ」で「グーグー!ハンバーグ」を発表。日本コロムビアから発売された「レッツプレイ・ウィズ・アルファベッツ～フォニックスであそぼう」で「アルファベットのたし算」を発表。ベネッセコーポレーション「こどもちゃれんじ」付録に参加。フジロックフェスティバルに毎年ひっそり「怪しい三人組」で出場。NHK教育テレビジョン「ムジカ・ピッコリーノ」シーズン5～8（2017年4月～2021年3月）に準レギュラー出演。
2024年10月3日、NHKラジオ第1放送の番組「ふんわり」（パーソナリティー：六角精児）にゲスト出演。

## 音楽性
デキシード・ザ・エモンズからハウリンハチマまで英語ロック、ブルースのハードな曲でボーカル、ギター、ドラムを担当。ハッチハッチェルとしてのソロ活動初期（アルバム「IT'S MY BEER」～「All That Spaghetti」）は、英語・スウィンギーな曲でボーカル、ギター、ヴァイオリン、バンジョーを担当。ハッチェル特急楽団、ハッチハッチェルとしてのソロアルバム「オツなひととき」以降や、ハッチハッチェルバンド、ハッチェルズ（ハッチハッチェルオーケストラ）では日本語でユーモラスな曲から人生讃歌までヴァイオリンに乗せ歌う。小島麻由美のアルバムやライブでドラムを担当。

## バンドメンバー

### ハウリンハチマ
- HOWLIN' HACHIMA

guitar,harp
- RADDIE WOO

bass,kazoo
- BUKKA DEW

drum,maracas

### ハッチハッチェル（ソロ）
- ハッチハッチェル

唄、ギター、ヴァイオリン、バンジョー

### ハッチェル特急楽団
- ハッチハッチェル

フィドル、バンジョー、うた
- タケリコ・タケーニ

ギター、カズー、うた
- アイリッシュコーヘイ

ギター

### ハッチハッチェルバンド
- ハッチハッチェル

歌・ヴァイオリン
- アイリッシュコーヘイ

アコースティック・ギター
- ペロ魚谷

ドラムス
- 藤田まゆみ

アコーディオン・歌
- トネーロ

ウッドベース
- 内藤順一郎（名誉メンバー）

バンジョー・トランペット

### ハッチェルズ（ハッチハッチェルオーケストラ）
- ハッチハッチェル

歌・ヴァイオリン
- 藤岡戸一朗

ベース
1977年10月17日生まれ
新潟県出身
- カトー直喜

トランペット
1985年7月23日生まれ
神奈川県出身
- 佐藤祐一

ドラム
1989年2月11日生まれ
熊本県出身
- ワクワクくん

アコーディオン
サポートミュージシャン
橋爪美希（バストロンボーン）from たをやめオルケスタ
下田卓（トランペット）from カンザスシティバンド
黄啓傑（トランペット）from ブルームーンカルテット
原田忠（アコーディオン）
ゴリ（スティックマン）

### 怪しい三人組
ハッチハッチェル
上野まこと
トネーロ

### ハッチェル4（フォー）
ハッチハッチェル
歌、バイオリン、インチキ踊り
ペロ魚谷
ドラム
藤岡ドイチロー
ベース
アイリッシュコーヘイ
ギター

## ディスコグラフィ

### ハウリンハチマ
1. A NIGHT AT THE JAM（LIVE盤）（2001年5月11日）
2. FEEL SO GOOD（2002年3月13日）
3. BOWL IT BABY（2003年10月26日）
4. GO!GO!DELTA TOUR（2004年、DVD、「HOWLIN' HACHIMA V.S. JACKIE & THE CEDRICS」名義）

### ハッチハッチェル
1. IT'S MY BEER（2001年）
2. HOPE MY CIGARETTE（2002年10月30日）
3. All That Spaghetti（2003年9月21日）
4. 2 in 1（2004年5月25日）「IT'S MY BEER」と「HOPE MY CIGARETTE」を1枚に収録。
5. ハムとワイン（2006年5月4日）全曲インストゥルメンタル（演奏のみ）
6. オツなひととき（2007年6月22日）
7. 旅のアルバム（2009年10月20日）
8. 媚薬（2011年9月28日）
9. 大百科（2015年5月15日）CD-R
10. 新曲マガジン9月号（2016年9月）CD-R
11. 新曲マガジン10月号（2016年10月）CD-R
12. 新曲マガジン11月号（2016年11月）CD-R
13. 新曲マガジン6月号（2017年6月）CD-R
14. 新曲マガジン7月号（2017年7月）CD-R
15. 新曲マガジン8月号（2017年8月）CD-R
16. 新曲マガジン2019年3月号（2019年3月）CD-R
17. 新曲マガジン2019年4月号（2019年3月）CD-R
18. 新曲マガジン2020年2月号（2020年2月）CD-R
19. 新曲マガジン2022年12月号（2022年9月）CD-R
20. 新曲マガジン2023年1月号（2023年1月）CD-R
21. 新曲マガジン2024年5月号（2024年4月）CD-R ※全12作の最終号

### ハッチェル特急楽団
1. 特急新聞 第壱号（皐月）（2006年5月、CD付新聞）
2. 特急新聞 第弐号（長月）（2006年9月、CD付新聞）
3. 特急新聞 第参号（師走）（2006年12月、CD付新聞）

### ハッチハッチェルバンド
1. クダラナの友 9月号（2008年9月9日、CD付雑誌）
2. クダラナの友 11月号（2008年11月1日、CD付雑誌）
3. クダラナの友 3月号（2009年3月19日、CD付雑誌）
4. 理由なき祝宴（2010年9月10日）
5. LIVE at JIROKICHI（2011年9月28日）DVD
6. クダラナの友 12月号クリスマス特別号（2011年12月1日、CD付雑誌）
7. クダラナの友 4月号（2012年4月1日、CD付雑誌）
8. 休日人生（2012年10月10日）
9. Live in Tokyo.Japan at club Quattro（2012年10月10日）2枚組ライブ盤
10. スーパーライブ at クアトロ2013（2013年4月15日）DVD

### ハッチェルズ（ハッチハッチェルオーケストラ）
1. つなわたり（2013年12月4日）
2. 前夜祭（2014年10月5日）
3. 道（2014年10月5日）「前夜祭」と同日発売
4. 新録!ベスト盤（2015年10月15日）
5. Hi-Ho Ho（2019年4月25日）ハッチェルズ名義[8]